# Incendio de la catedral de Notre Dame de París
La catedral de Notre Dame de París sufrió un incendio en la tarde del 15 de abril de 2019 en el tejado del edificio, incidente que ocasionó daños considerables. La aguja de la catedral y el tejado se derrumbaron. Tanto el espacio interior como muchos bienes muebles se dañaron gravemente. El incendio se produjo probablemente de forma accidental, por un descuido durante los trabajos de restauración que se estaban efectuando en esas fechas. En 24 horas, se recaudaron más de 800 millones de euros para la reconstrucción.

## Contexto
La catedral data del siglo XII y sus materiales principales son los sillares de piedra —que ofrecen apoyo estructural— y la madera, que constituye la armazón de los tejados principales y de su icónica aguja. Esta era una recreación decimonónica, de roble recubierto de plomo, de la aguja original desmantelada por deterioros en 1786.
Los bomberos dijeron a través de los medios de comunicación franceses que el incendio podría estar relacionado con las obras de renovación que se estaban realizando en el edificio, después de una apelación de emergencia en 2018 cuando se consideró que necesitaba mantenimiento y restauración. La financiación de la renovación se llevó a cabo mediante donaciones; el reconocido escalador Alain Robert, por ejemplo, escaló un rascacielos para apoyar en la recaudación de fondos.
Se habían levantado varios andamios alrededor de los tejados y tanto las estatuas de piedra como las de bronce se habían retirado del lugar antes de emprender las obras de renovación. Philippe Villeneuve, arquitecto en jefe de los monumentos históricos franceses, aseguró en julio de 2017, cuando comenzaba a aumentar la preocupación, que «la contaminación era la principal culpable».
La aguja estaba rodeada de estatuas de cobre de los doce apóstoles, en cuatro grupos de tres, cada grupo en uno de los puntos cardinales. A cada uno de los cuatro grupos los precedía una criatura que simbolizaba a los cuatro evangelistas, el tetramorfos: un buey para san Lucas, un león para san Marcos, un águila para san Juan y un ángel para san Mateo. Días antes del incendio, todas las estatuas se habían desmontado y recogido en un almacén para iniciar las labores de restauración.

## Desarrollo
Alrededor de las 18:20 en plena misa, hora de París, los guardias de seguridad escucharon la alarma de incendio y comenzaron a evacuar la catedral, pero no vieron un incendio hasta las 18:43, cuando sonó nuevamente.
El fiscal de París dijo originalmente que el incendio se inició alrededor de las 18:50, en la parte superior del edificio religioso. Las llamas causaron el derrumbe de la aguja central y el tejado de la nave central. Los bomberos acudieron a las 19:00, pero a pesar de su pronta intervención, no lograron controlar las llamas. Un elemento arquitectónico muy relevante, la aguja de la catedral, se derrumbó en la primera hora del incendio, al igual que el ático y parte de la techumbre.
El público que estaba cerca de la catedral fue retirado por razones de seguridad. La isla de la Cité, en la que se encuentra Notre Dame, fue evacuada y se cerraron los accesos a esta. Se había previsto una misa para el momento del incendio, entre las 18:15 y las 19:00 CEST.
En una entrevista con los medios de comunicación, el portavoz de los bomberos informó que cuatrocientos bomberos estuvieron trabajando desde las siete de la tarde en las labores de extinción de las llamas, pero, ya caída la noche, no habían logrado apagar el fuego aún. Según un portavoz de los bomberos, tras el incendio, un bombero y dos policías resultaron heridos.
Consultada sobre la posibilidad de lanzar agua desde un helicóptero o un avión cisterna, la Sécurité Civile declaró que prefirieron no utilizar ese método por el alto riesgo de debilitar la estructura de la catedral con el peso del agua y su intensidad al caer desde baja altitud, además de que podría causar daños a los edificios circundantes.
En la madrugada del 16 de abril, tras nueve horas de lucha contra el fuego, en una operación en la que un bombero resultó herido, se dio por extinguido el incendio, aunque los bomberos no descartaron que pudiesen existir focos menores, en cuya detección y aseguramiento continuaron trabajando durante el día. El balance indica que la estructura, la fachada y las torres pudieron ser salvadas gracias a sus labores de extinción.

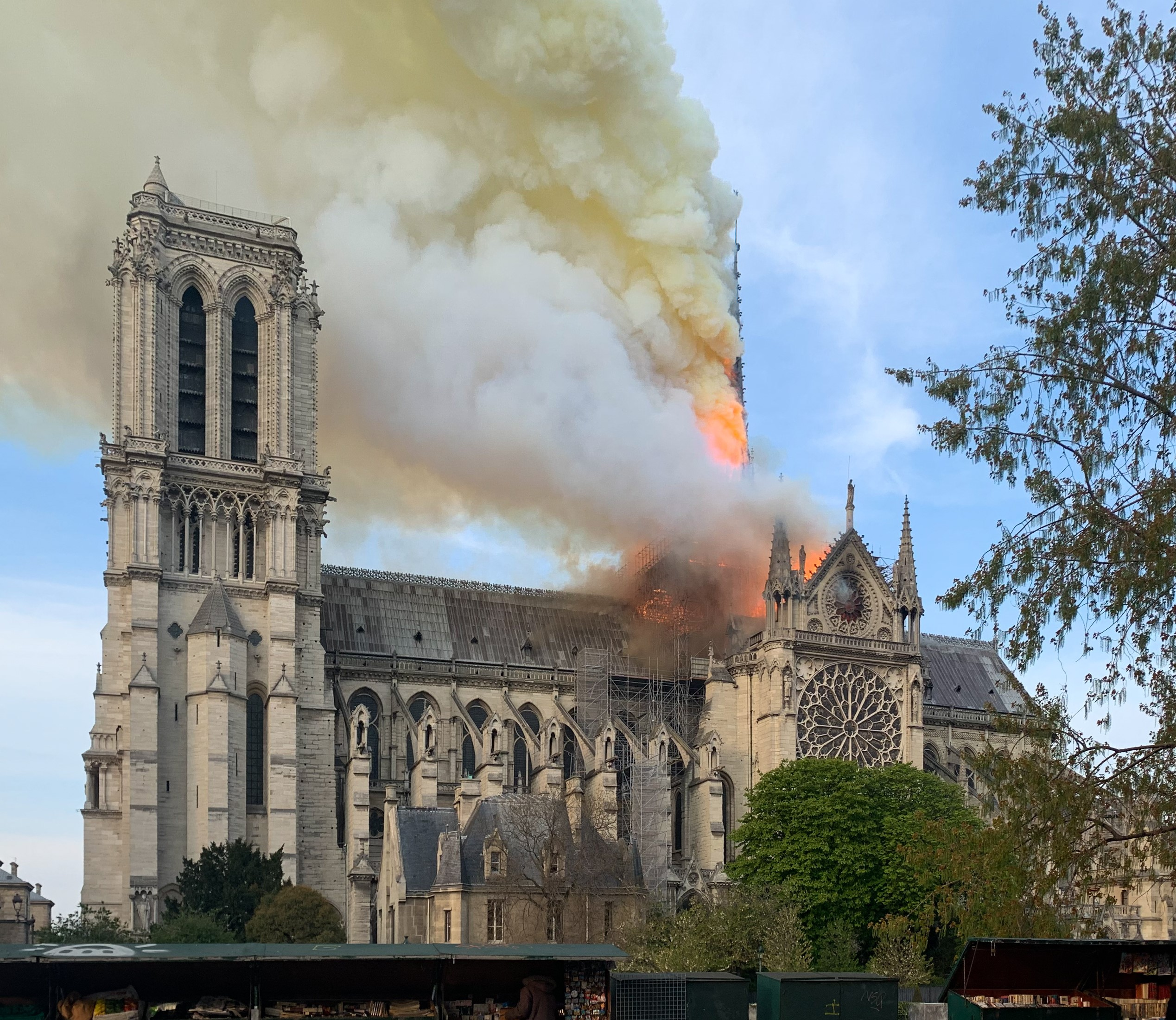
Momentos del incendio.
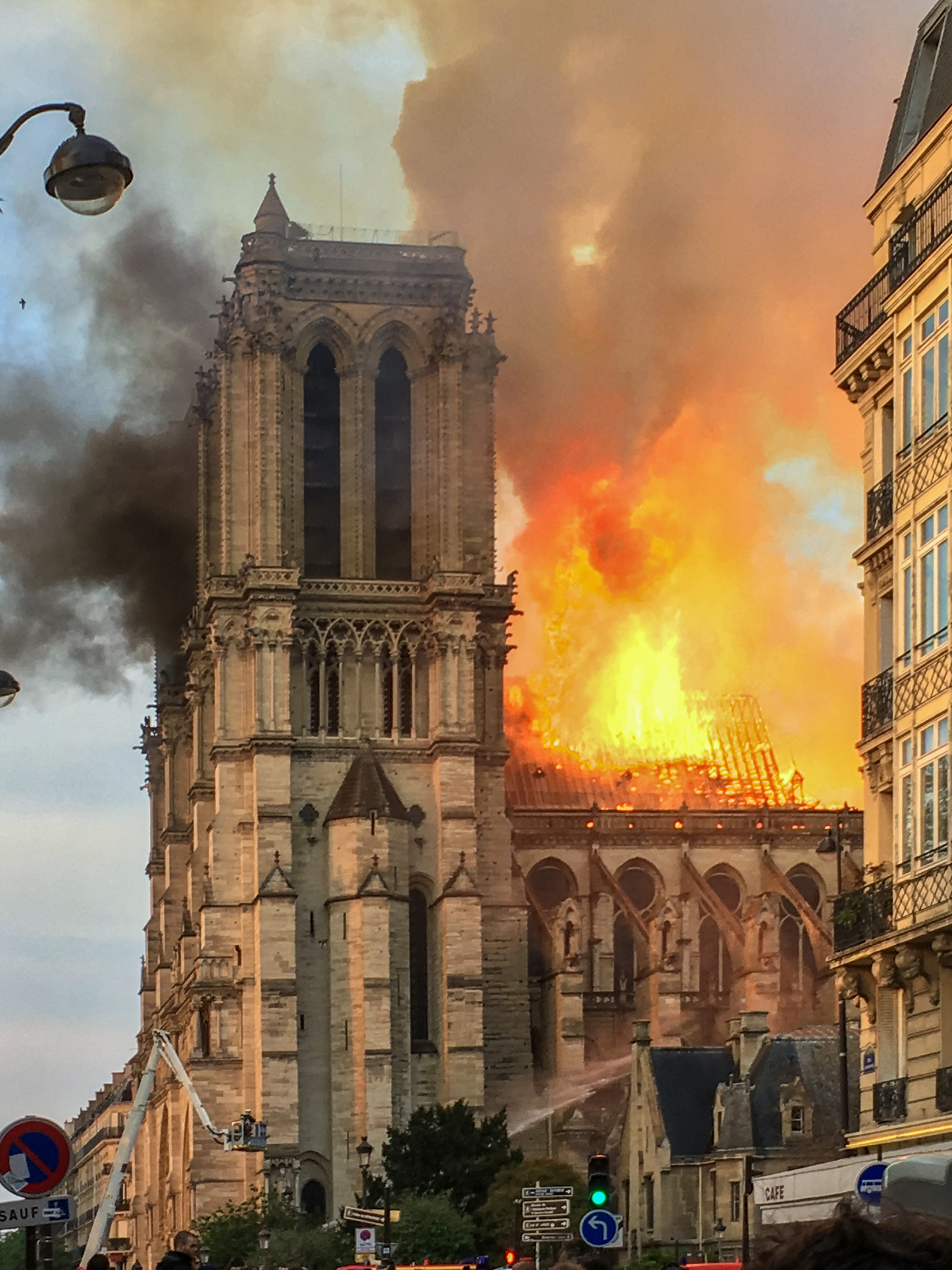
Propagación del fuego por el tejado.
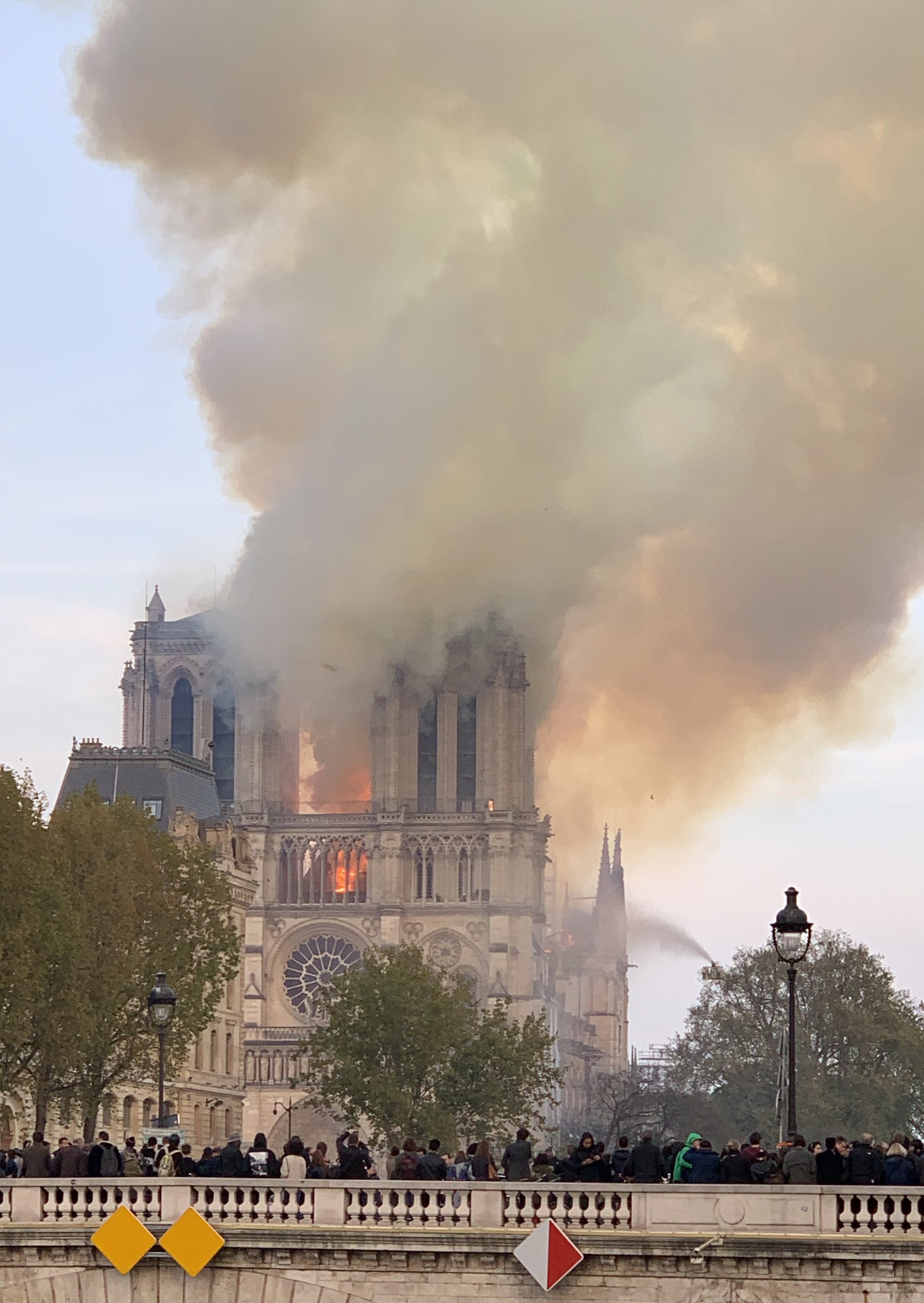
Vista frontal del fuego desde el puente Saint Michel.
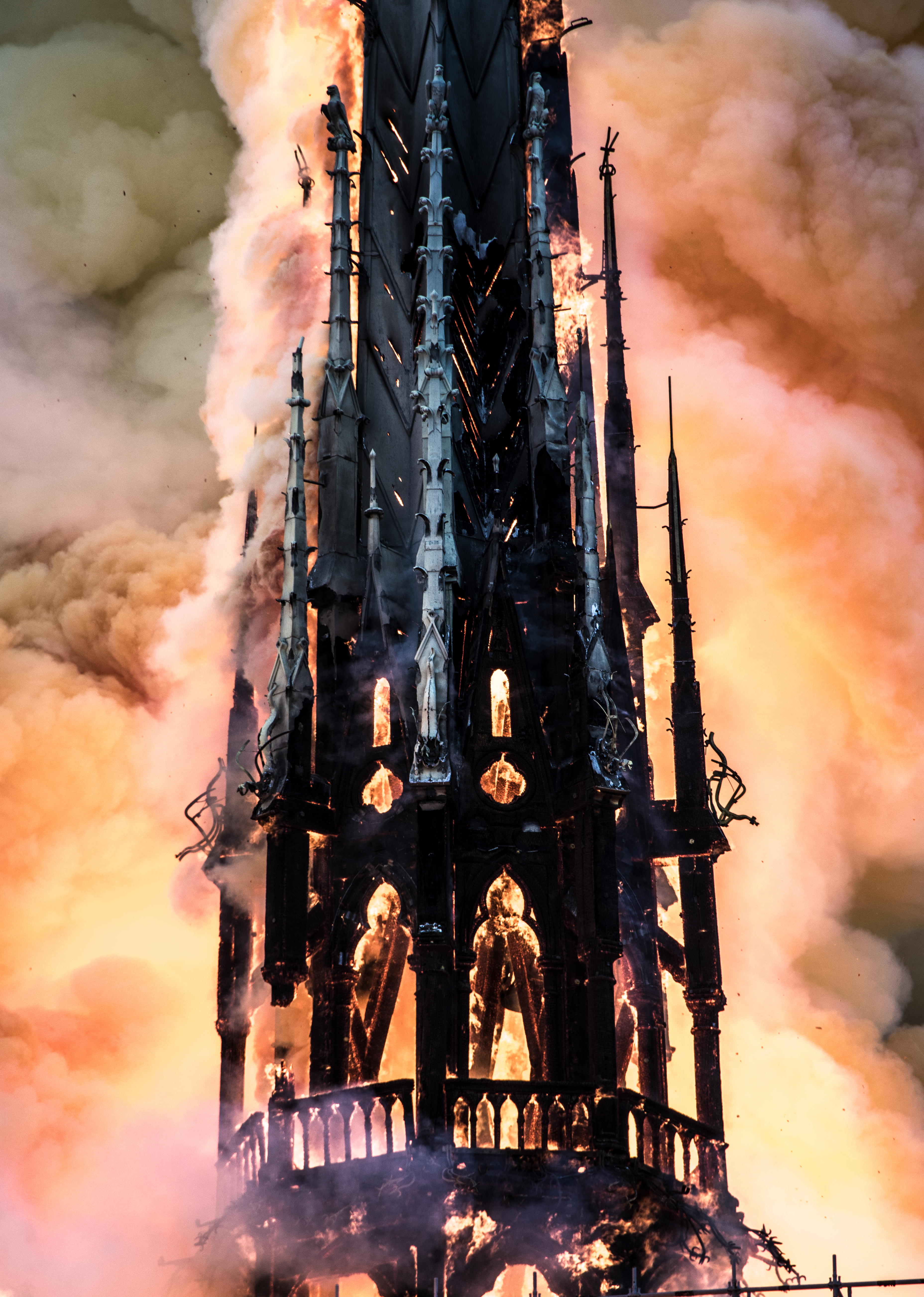
Detalle de la aguja en llamas.
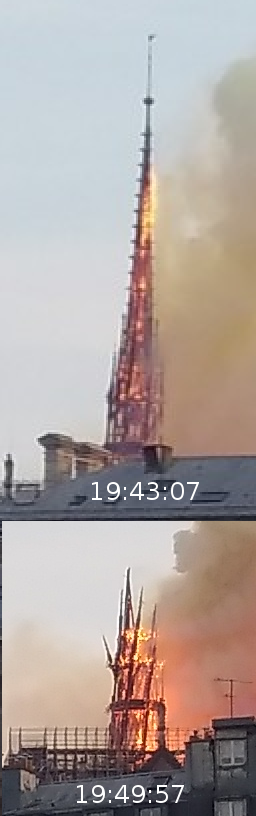
Derrumbe de la aguja.
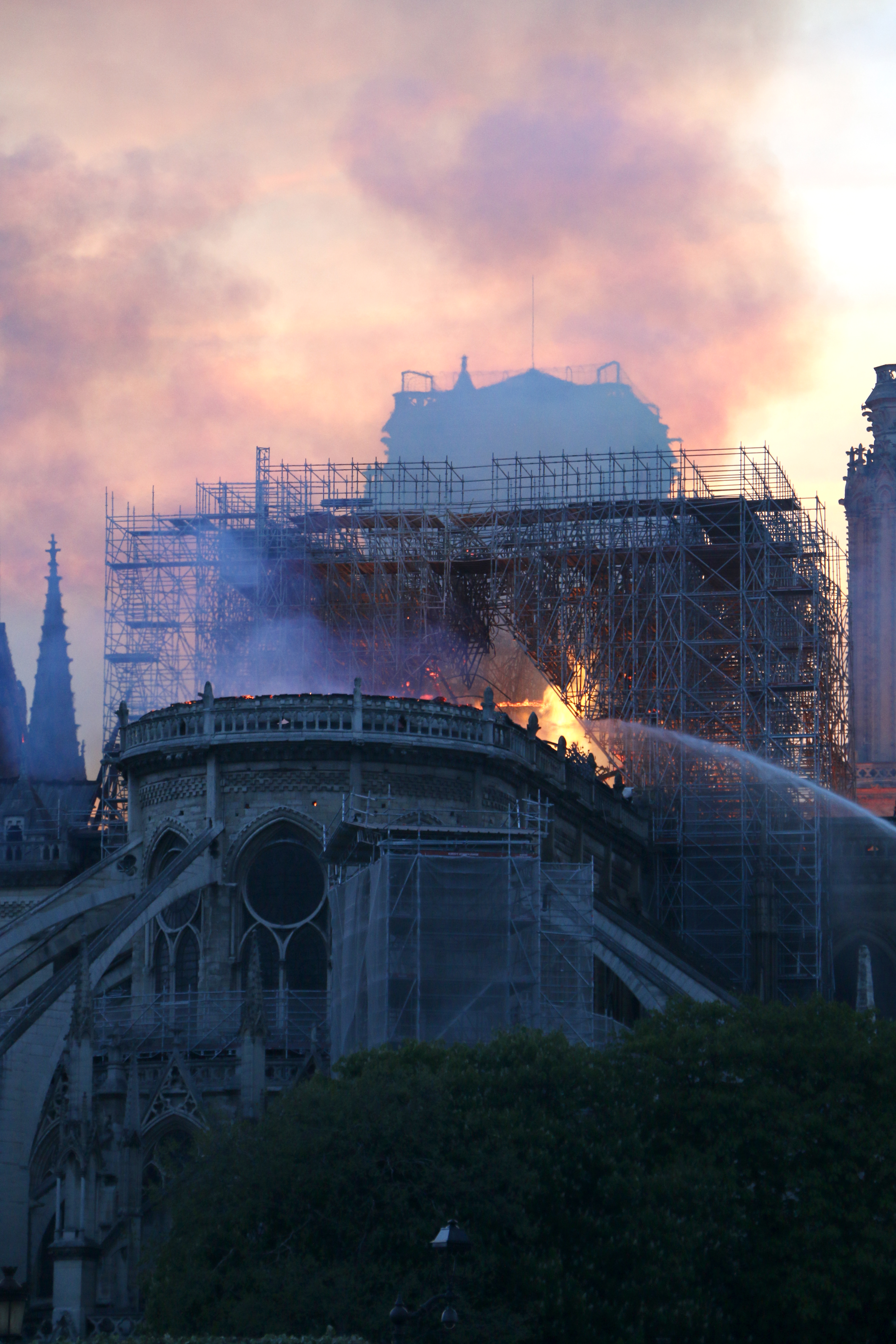
Intentos de apagar el fuego tras el derrumbe de la aguja.
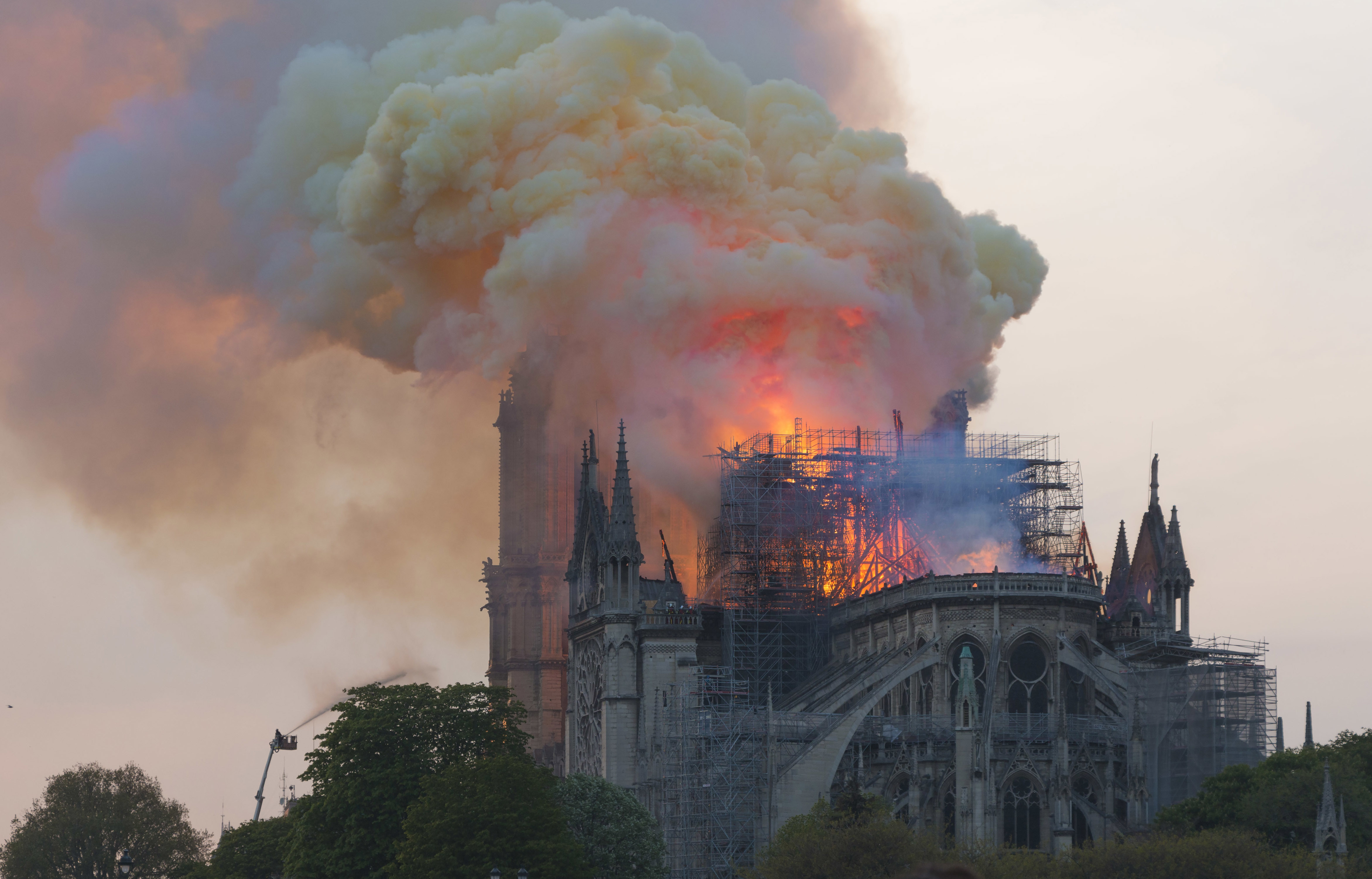
Parte de la estructura de Notre Dame en llamas.
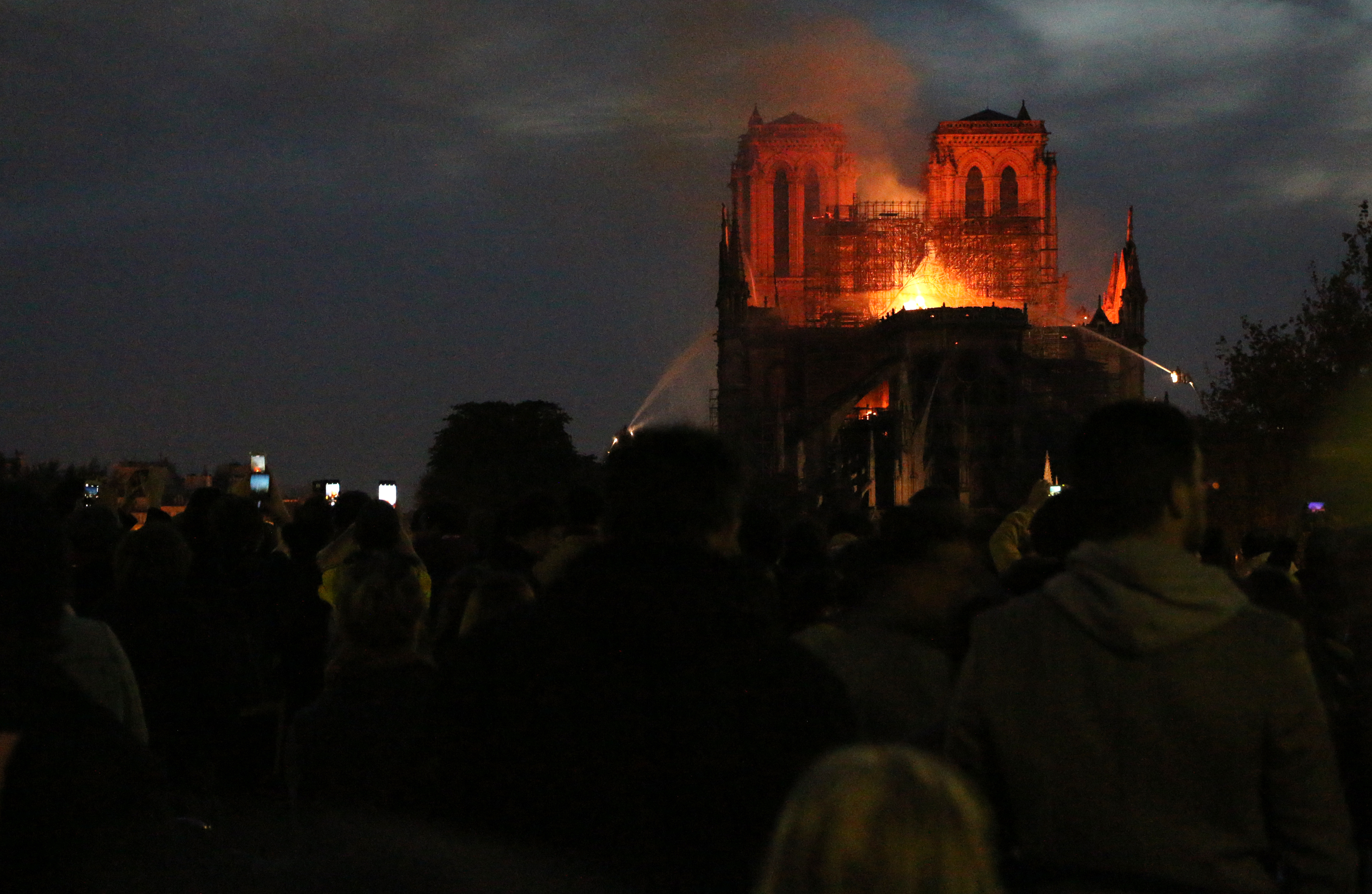
Grupo de espectadores presenciando el fuego de la catedral, el cual duró casi toda la noche.

## Daños

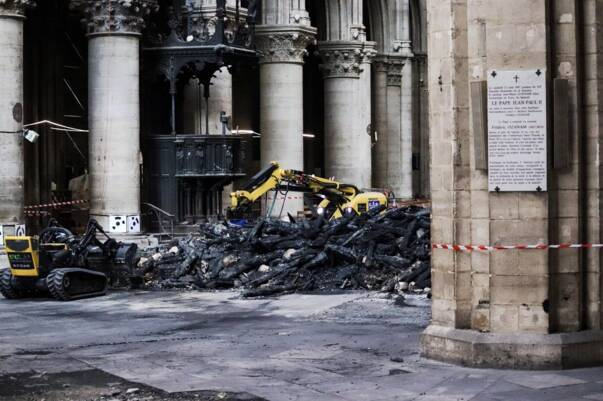
Escombros del tejado en interior de la catedral.

Según los primeros informes elaborados por el periodista Nicolas Delesall, todas las obras de arte y las reliquias se pudieron salvar: «El tesoro de la catedral está intacto, la corona de espinas, los santos sacramentos». Entre las obras de arte, reliquias y otras antigüedades almacenadas en la catedral, se cuentan la corona de espinas que Jesús supuestamente usó antes de su crucifixión y un pedazo de la cruz en la que fue crucificado, el órgano de Aristide Cavaillé-Coll, del siglo XIX, vidrieras, la estatua de la Virgen de París y las estatuas de bronce de los doce apóstoles. Aparte de las estatuas que estaban almacenadas, las primeras reliquias que se confirmaron como rescatados del incendio fueron la Corona de Espinas y la Túnica de San Luis.
Las llamas envolvieron la parte superior de la catedral, incluyendo sus dos campanarios y la torre central, con el techo y la aguja que se derrumbó. En la primera hora del desarrollo del incendio se pensó que el edificio desaparecería por completo. Un portavoz de la catedral dijo que «toda la estructura se está quemando; no quedará nada. Queda por ver si la bóveda, que protege a la catedral, se verá afectada o no». Se informó que probablemente todo el marco de madera bajaría y que la bóveda del edificio también podría ser amenazada. Alrededor de las 23:15 CEST, un funcionario francés informó que el incendio se había debilitado y que «ambas torres de la catedral están a salvo».
La estructura primaria, incluidas las dos torres, y un tercio del tejado, permanecen sin daños. No obstante, gran parte de la estructura de madera se quemó, aproximadamente veintiún hectáreas de robles equivalentes a 1300 robles talados para la construcción de la catedral en los siglos XII y XIII. La mayor parte del incendio se extinguió a las 23:30 CEST, y se consideró completamente extinguido después de unas 12 horas. El jefe de bomberos de París dijo que los campanarios y otros elementos estructurales probablemente habrían fallado si el fuego hubiera ardido durante otros 30 minutos.

### Zonas dañadas

Las vigas marcadas en rojo y las bóvedas (marcadas en azul) sufrieron graves daños en el incendio de 2019.
En rojo, las zonas destruidas durante el incendio.
Zonas de las brechas en las bóvedas, tras el incendio.

## Investigaciones

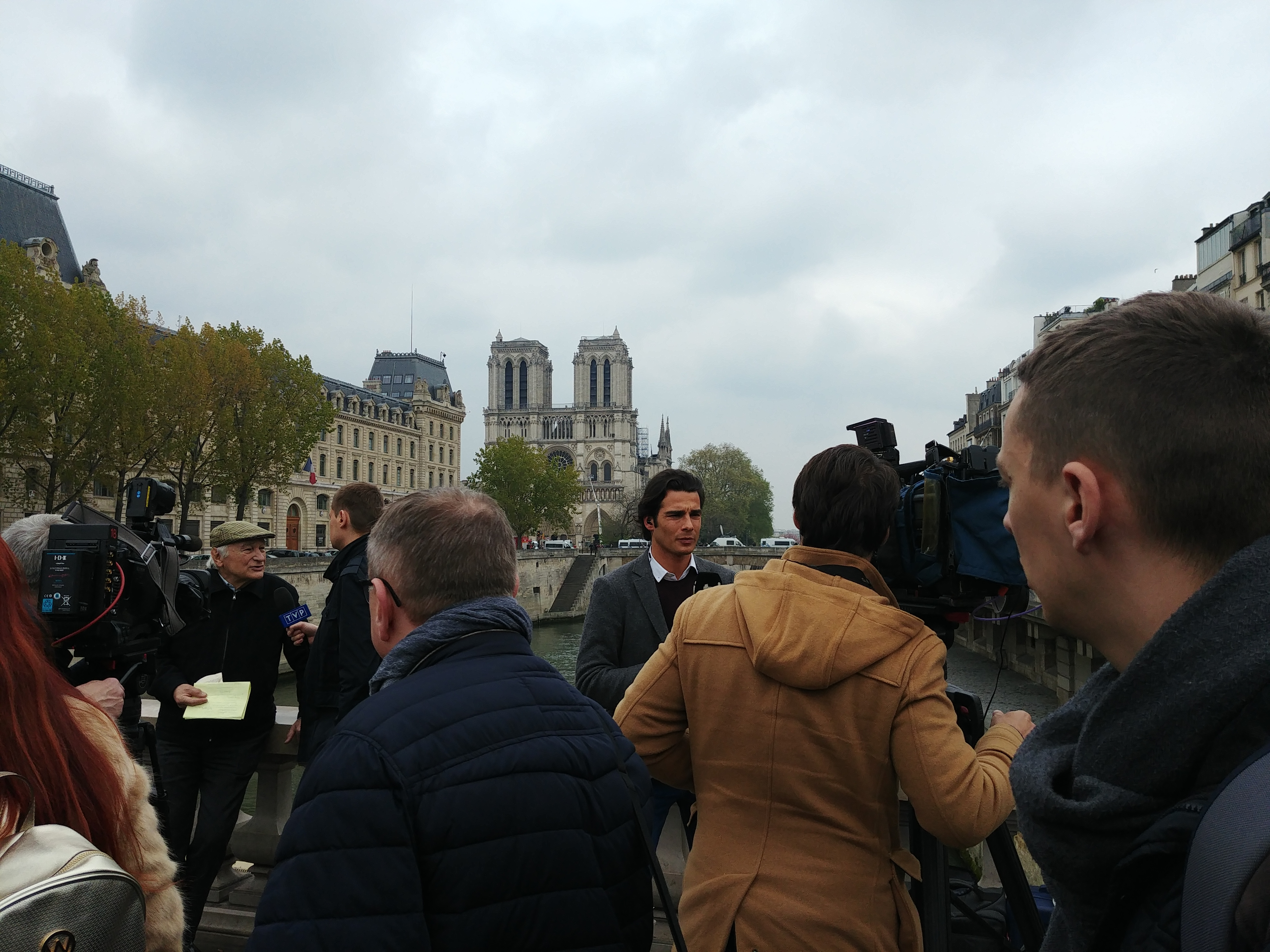
Reporteros de todo el mundo frente a Notre-Dame a la mañana después del incendio el 15 de abril de 2019.

La fiscalía de París abrió el mismo día una investigación por los daños causados por el fuego en Notre Dame». Al día siguiente del incendio aseguró en una rueda de prensa que no existen indicios para sostener que el fuego haya sido iniciado intencionadamente. Las primeras investigaciones atribuyen el origen del siniestro a un accidente en las faenas de restauración de la aguja de la catedral. A raíz del incidente, el fiscal de la República de París indica que «nada va en la dirección de un acto voluntario», lo que privilegia la vía accidental.
Las reparaciones en el techo de plomo de la catedral requerían de un soplete que descansaba sobre madera seca y porosa o en polvo por la edad. Este proceso es arriesgado para edificios históricos, pero Le Bras Frères, la empresa que llevaba a cabo las renovaciones, dijo que había seguido el procedimiento y que nadie de su personal estaba en el lugar cuando se produjo el incendio, ya que el trabajo acaba las 17:30 y el incendio se reportó a las 18:20.
El 18 de abril, un oficial de la policía judicial informó que los investigadores creen que un cortocircuito fue la causa más probable. El 25 de abril, se consideró que la estructura era lo suficientemente segura para que pudieran entrar los investigadores, quienes afirmaron extraoficialmente que estaban considerando teorías relacionadas con el mal funcionamiento de los martillos eléctricos de las campanas y las colillas de cigarrillos.

## Reacciones

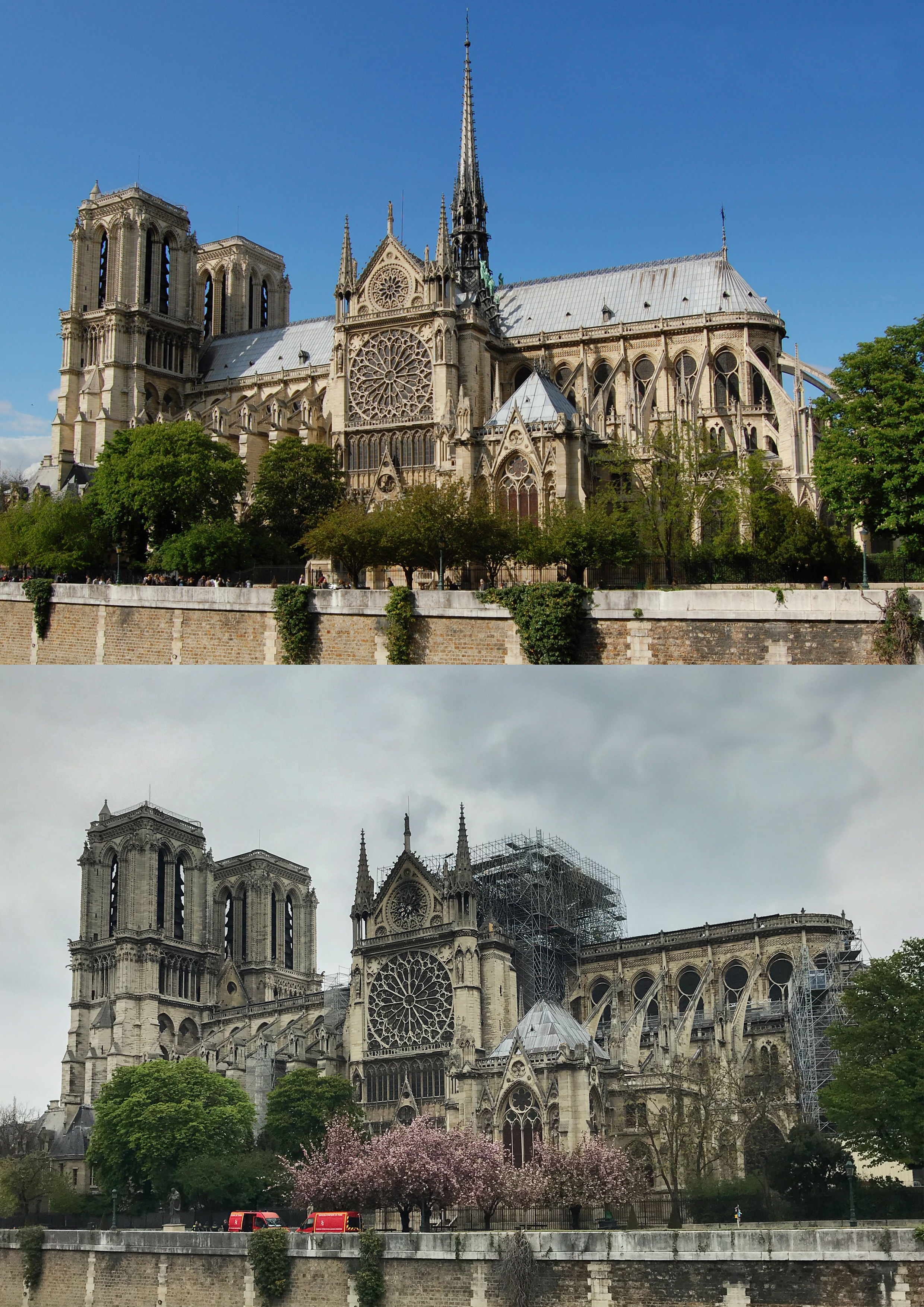
Comparación de la catedral antes y después del incendio.

El presidente de Francia Emmanuel Macron canceló un discurso que iba a dar a la noche, en el que tenía previsto hablar sobre el movimiento de los chalecos amarillos. Mediante su cuenta de Twitter expresó que el incendio es el «dolor de toda una nación». La alcaldesa de París, Anne Hidalgo, lo describió como un «terrible» incendio y exhortó a la gente a respetar los límites establecidos por los bomberos, con el fin de asegurarse de que permanezcan seguros.
Diversos líderes internacionales e instituciones expresaron sus condolencias o transmitieron su preocupación por lo ocurrido. Además que las ceremonias y los servicios de la Semana Santa que normalmente tienen lugar en Notre Dame se trasladarán a la iglesia de San Sulpicio (que ardió un mes antes) y la iglesia de San Eustaquio. Durante la noche del 15 de abril y hasta el día siguiente, los ciudadanos y visitantes de París se reunieron a lo largo del Sena para celebrar vigilias, rezar y cantar oraciones a la catedral dañada.
Arquitectos de todo el mundo dieron su opinión al respecto. Andrew Crompton espera que un modelo en 3D de la catedral pueda reemplazar la labor de los canteros para repararla. El hijo homónimo del restaurador Andrés Seoane, quien su padre salvó la catedral de León de un incendio en 1966, consideró que el plomo influyó más en el incendio que la madera y que el intento de apagar el fuego con agua podría haber sido fatal. Los hermanos restauradores Alfonso y Pablo Muñoz Ruiz coinciden en que lo mejor hubiera sido dejar arder la madera o utilizar otros métodos como espuma, aunque no critican la labor de los bomberos.

### Reconstrucción y costos

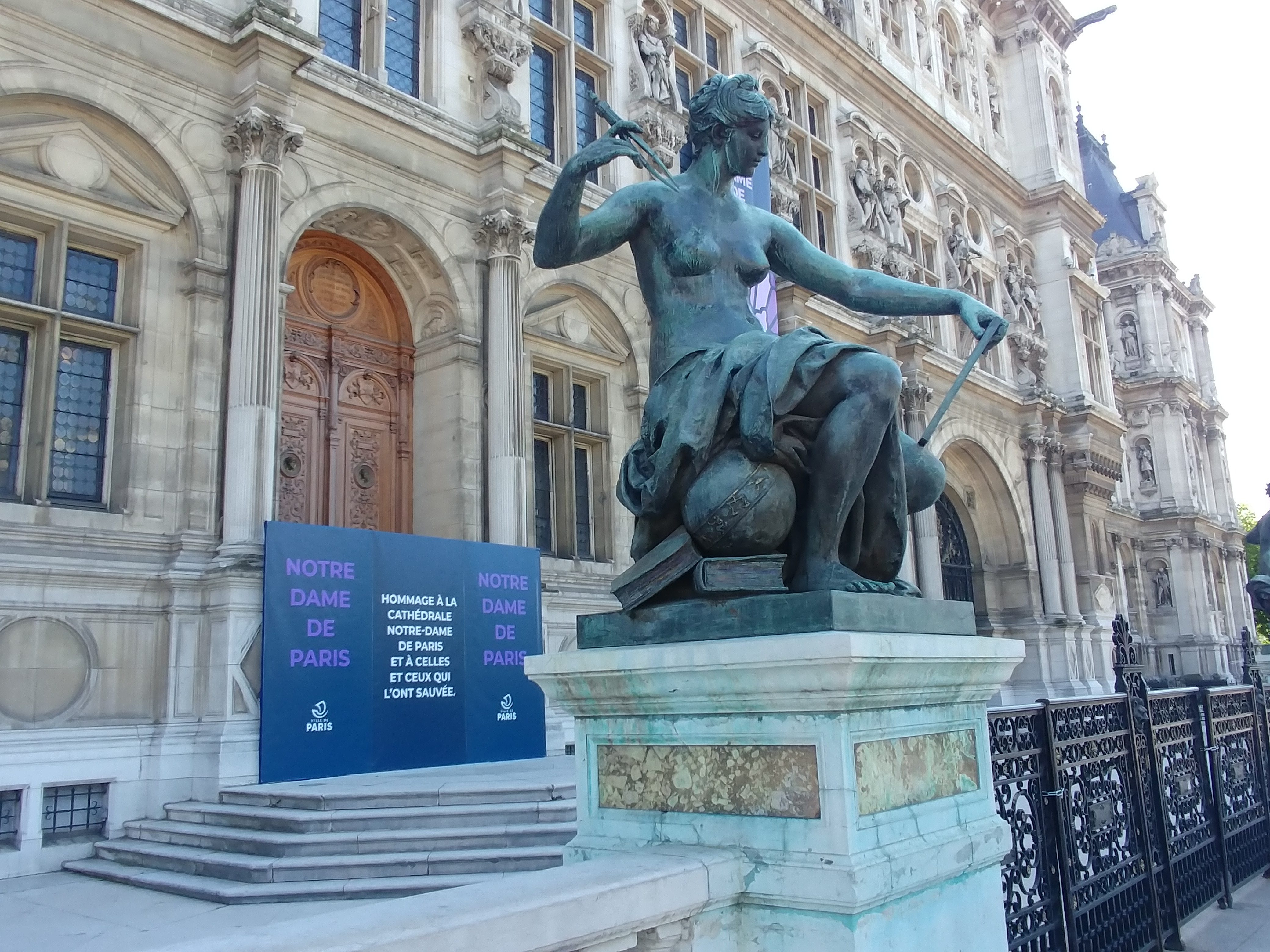
Inscripción homenajeando a Notre Dame y a quienes ayudaron a salvarla, en el Hotel de Ville.

La noche del incendio, Macron anunció que la catedral, propiedad del Estado, se reconstruiría y que lanzaría una campaña para recaudar fondos. Se desconoce a cuánto ascenderán los costes de la reparación, pero la Fondation du patrimoine francesa hizo una estimación de cientos de millones de euros. Las aseguradoras de arte europeas declararon que el costo sería similar a las renovaciones en curso del Palacio de Westminster de Londres, que en la actualidad se estima en unos setecientos millones de euros.
Si bien Macron deseaba reconstruir la catedral en cinco años, a tiempo para los Juegos Olímpicos de París en 2024, los arquitectos esperan que el trabajo pueda durar entre veinte y cuarenta años.
París espera que las Puertas de su Histórica Catedral se abran el próximo Domingo 8 de Diciembre de 2024. La remodelación completa de la explanada y de los espacios colindantes a Notre-Dame se espera que esté terminada un poco más tarde, a finales de 2027, de la mano del arquitecto y paisajista Bas Smets y su equipo.
Se discute si se ha de reconstruir la catedral de forma veraz a la original o de una forma modificada. Se ha sugerido reconstruir el techo con láminas de titanio y cerchas de acero; otras opciones incluyen el plomo original y la madera, o una fusión de lo antiguo restaurado y lo nuevo. El primer ministro francés, Édouard Philippe, anunció un concurso de diseño arquitectónico para una nueva aguja "adaptada a las técnicas y los desafíos de nuestra era".
El 16 de julio, el Parlamento francés aprobó finalmente la ley que regirá la restauración de la catedral. Reconoce su condición de Patrimonio de la Humanidad por la Unesco y la necesidad de respetar las prácticas y estatutos internacionales existentes, para "preservar la historia histórica, artística y arquitectónica del monumento", y limitar cualquier excepción a los códigos de patrimonio, planificación, medio ambiente y construcción existentes al mínimo.
El 15 de abril de 2020, Alemania ofreció restaurar "algunas de las grandes ventanas del triforio ubicadas muy por encima del nivel de los ojos" con tres expertos en la reconstrucción de catedrales. Monika Grütters, la comisionada de Cultura de Alemania, fue citada diciendo que "su país asumiría los costos".

A partir del 30 de noviembre, se retiraron todos los andamios montados alrededor de la aguja, ya no son una amenaza para el edificio.

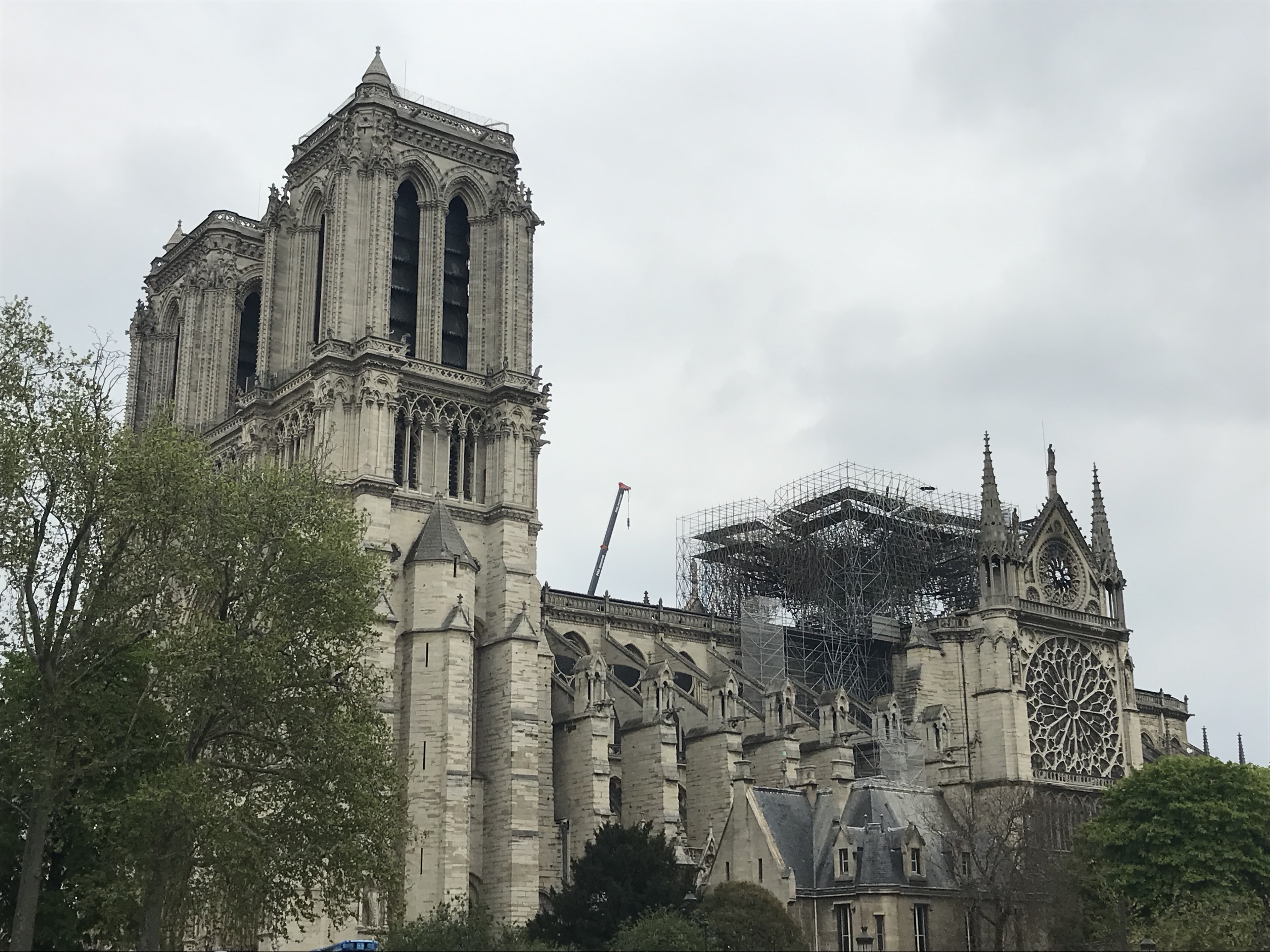
Vista de la catedral al día siguiente del incendio.
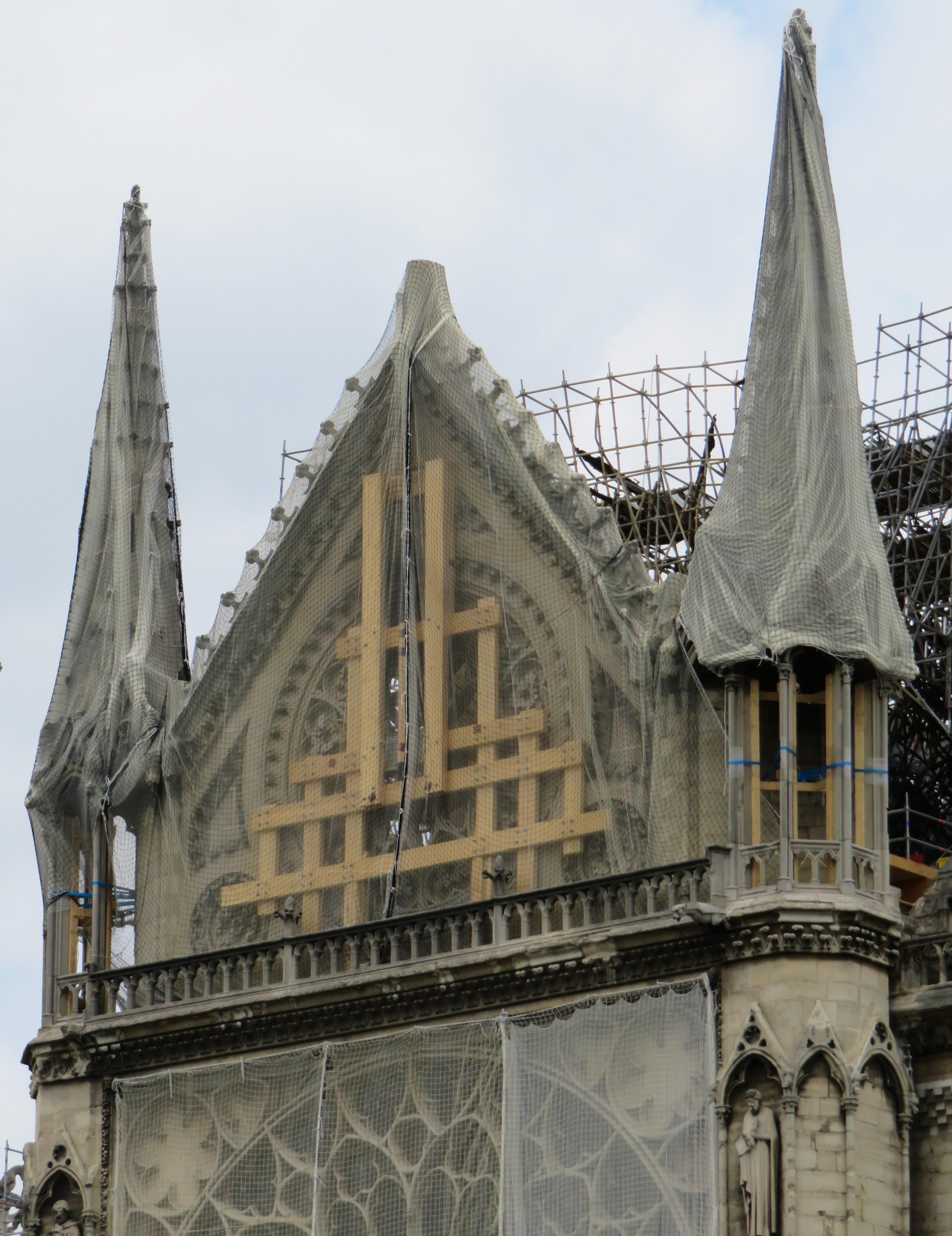
Protección del rosetón y del hastial de la fachada sur.
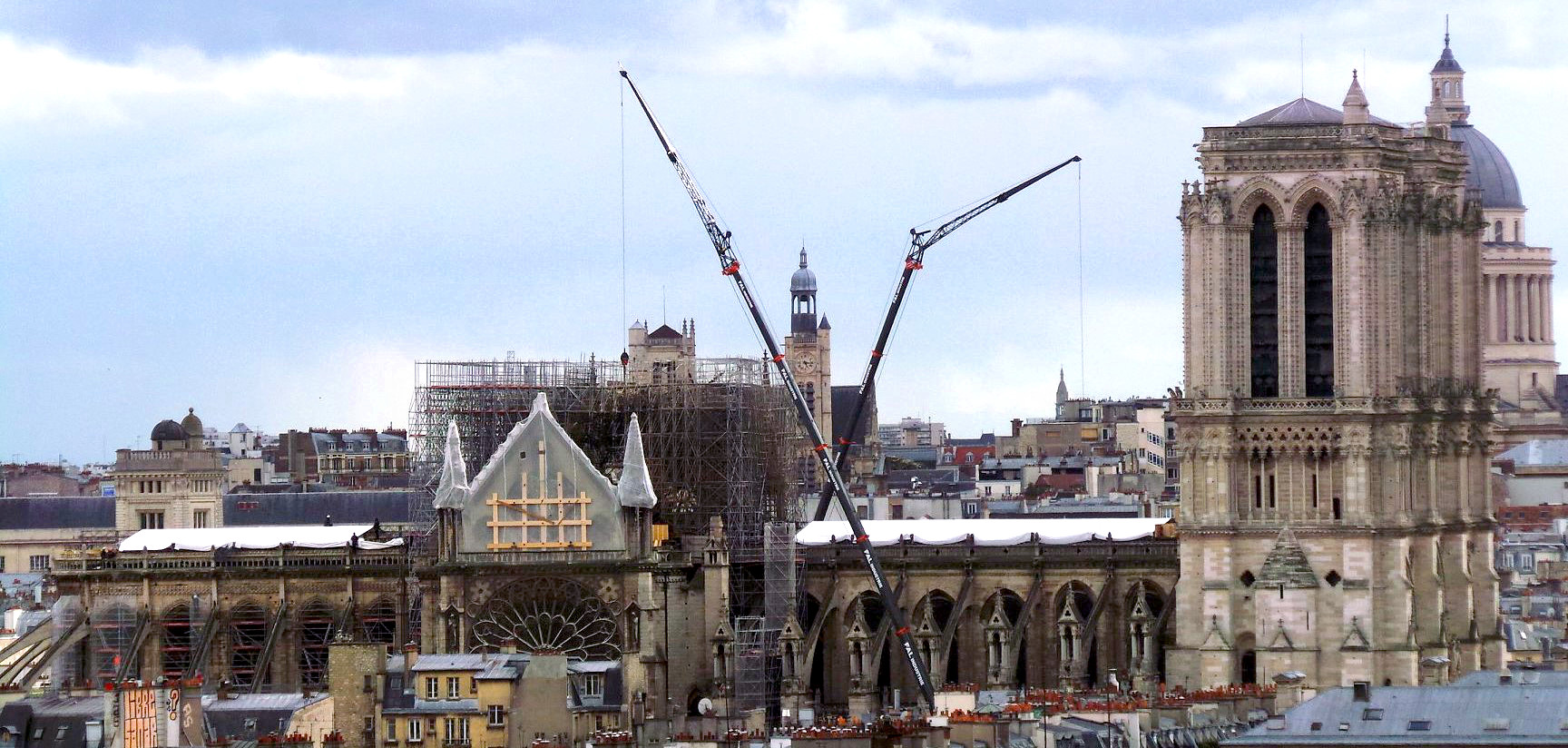
Se colocó una lona blanca después del incendio para protegerla de la intemperie.
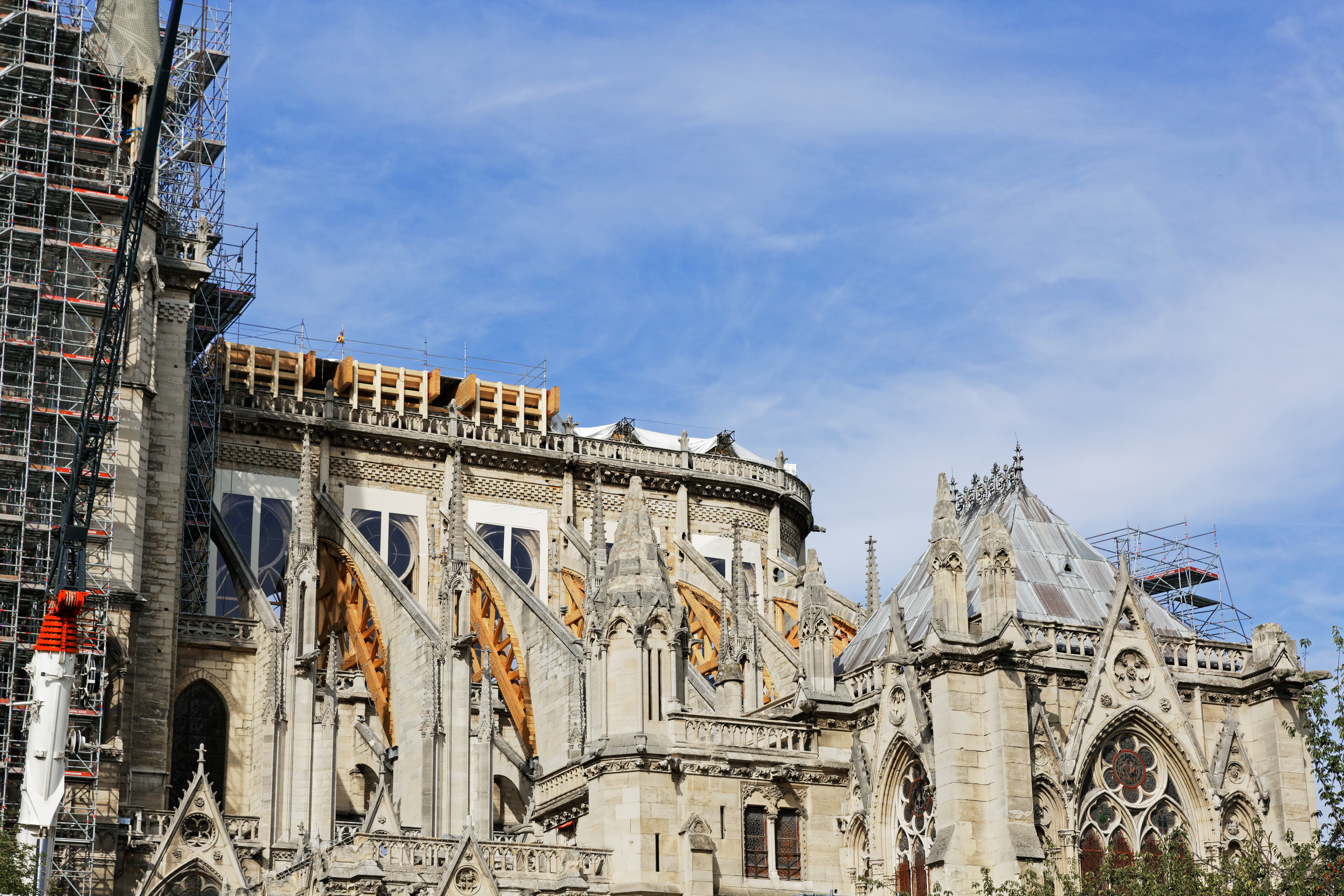
La catedral en agosto de 2019. Los contrafuertes han sido reforzados con soportes de madera.
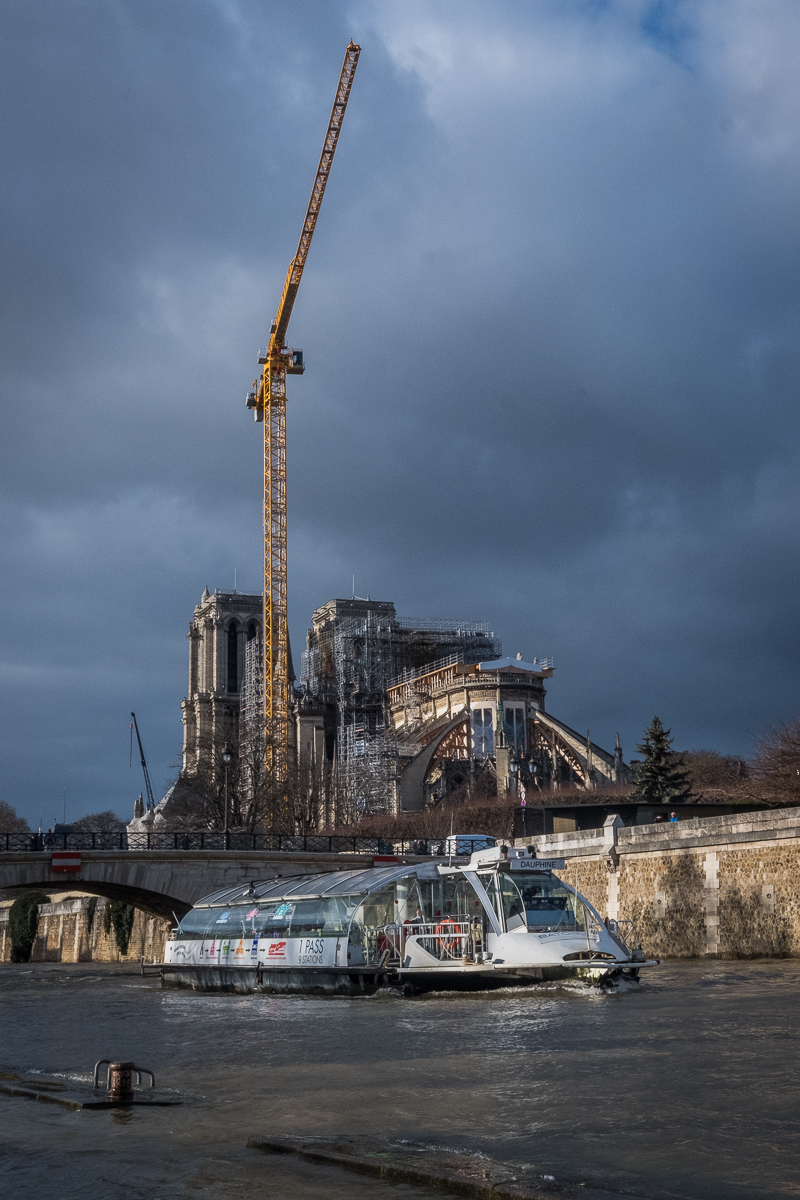
Vista de Notre-Dame un año después del incendio.
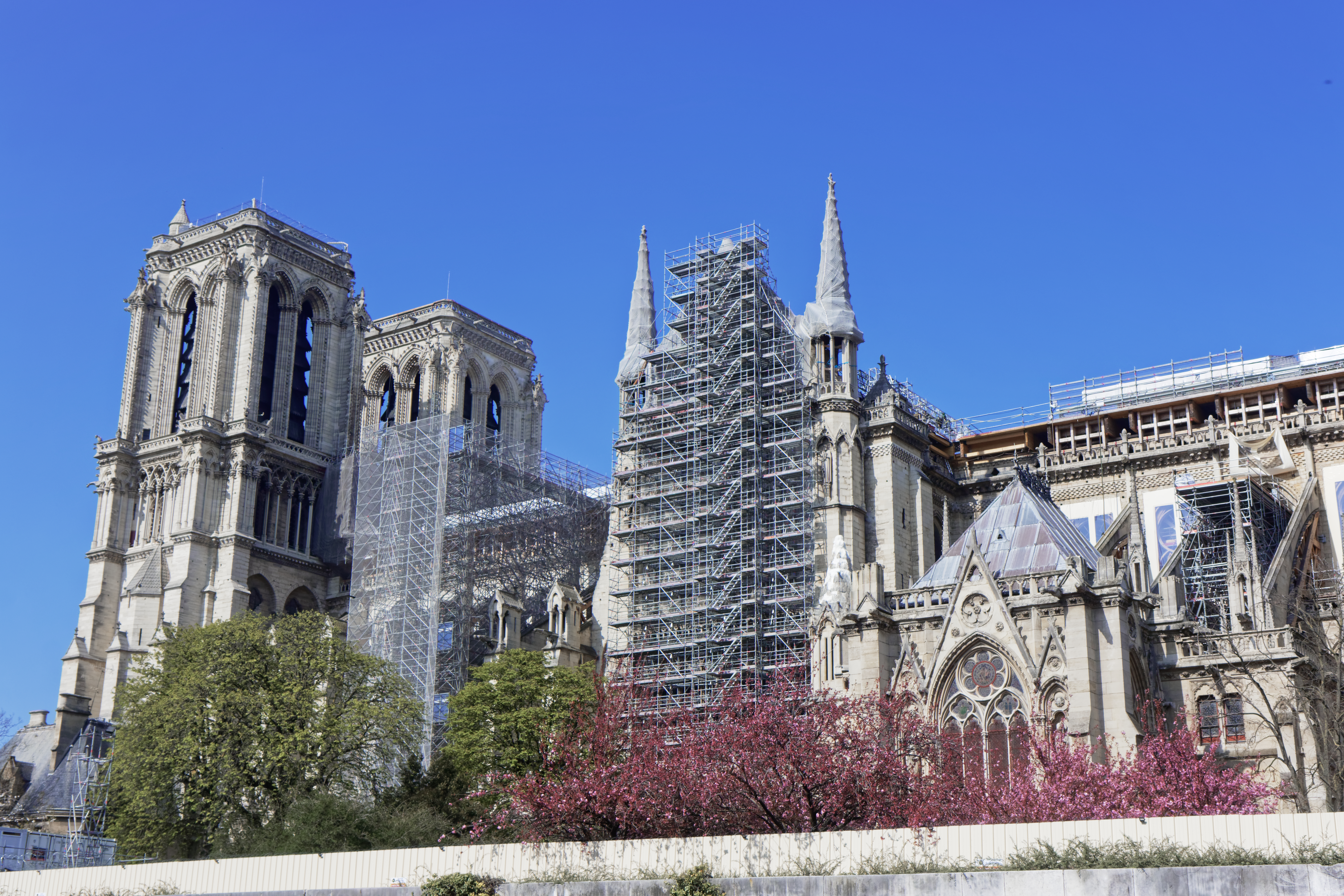
Vista de Notre-Dame dos años después del incendio.

### Recaudación de fondos

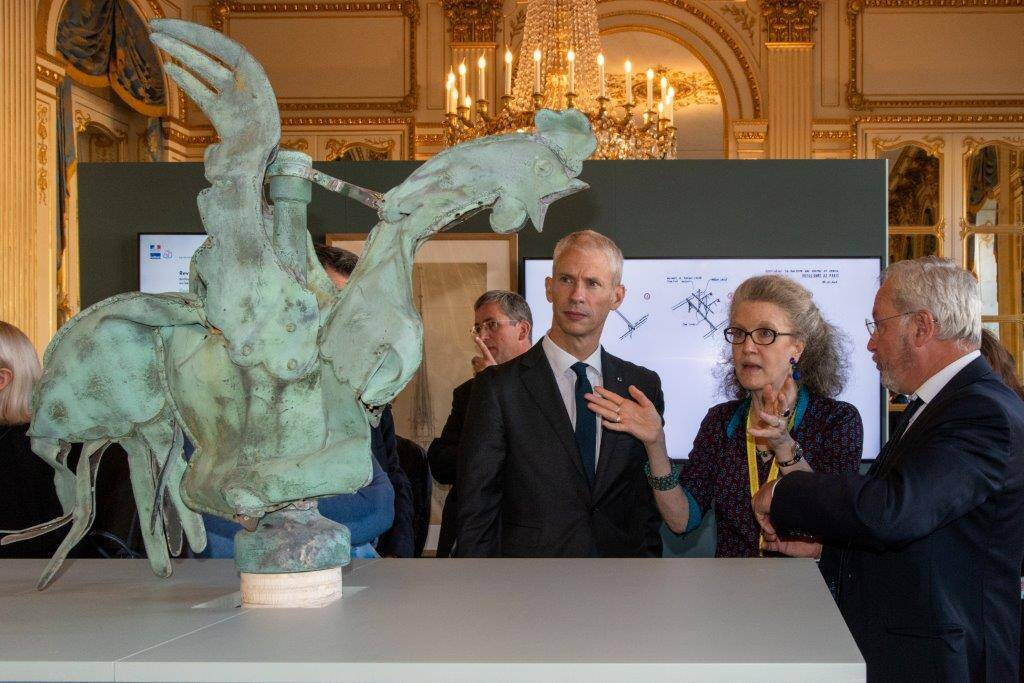
El gallo de la aguja de Notre-Dame expuesto ante el Ministerio de Cultura después del incendio.

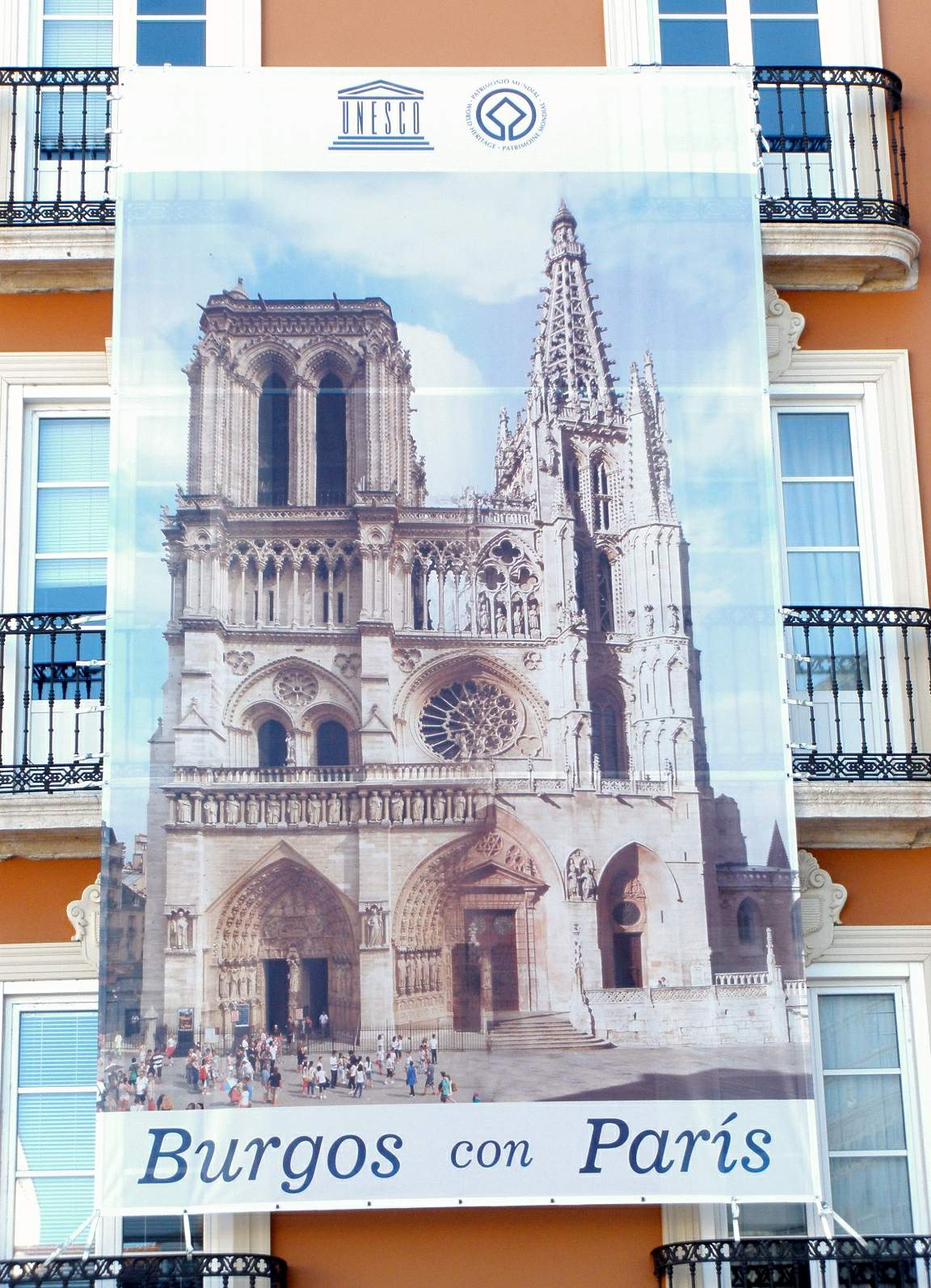
Cartel de la Catedral de Santa María de Burgos en solidaridad de la Catedral de Notre-Dame, ambas Patrimonio de la Humanidad de la Unesco (foto tomada en agosto de 2019).

Doce horas después del inicio del incendio, más de 900 millones de euros habían sido prometidos por varias personas, empresas e instituciones para la reconstrucción de la catedral.
- La región de Isla de Francia comunicó que iba a destinar diez millones de euros, mientras que la ciudad de París colaborará con cincuenta millones.[95]
- BNP Paribas prometió donar veinte millones de euros y Société Générale diez millones.
- El empresario y multimillonario François-Henri Pinault se comprometió a aportar cien millones de euros de su compañía familiar, el Groupe Artémis.[82]
- Bernard Arnault, dueño de LVMH y también multimillonario, anunció una donación de doscientos millones.[96]
- Patrick Poyanne, director general de Total, una de cien,[97] y la familia Bettencourt, dueños de L'Oréal, una de doscientos.[98]
- Al día siguiente, Tim Cook, director general de Apple, tuiteó que la compañía iba a donar una cantidad de dinero aún sin especificar para la reconstrucción de la catedral.[99]
- The Walt Disney Company, reveló una donación de cinco millones para su reconstrucción.
- El Comité Olímpico Internacional dijo que daría quinientos mil euros.
- La aseguradora agrícola Groupama ha anunciado que ofrecerá 1300 robles y Air France promete proporcionar transporte gratuito a quienes participen en la reconstrucción.[100]
- Ubisoft promete aportar quinientos mil dólares para el esfuerzo de restauración de Notre Dame, además de permitir descargas gratuitas de su videojuego Assassin's Creed Unity para PC en su honor, del cual se especula sobre la posible utilización del modelo 3D de dicha catedral del juego para su reconstrucción.[101][102]

Hasta el 14 de junio de 2019, solo se habían recaudado 80 millones de euros.

## Fake news
Nada más producirse el incendio corrió por Internet la fake news de que se habían visto musulmanes «celebrando» el incendio y también aparecieron fotos que pretendían probar que el incendio había sido provocado. Una web española llamada CasoAislado, propagó la "noticia" de que «cientos de musulmanes» estaban celebrando el incendio en París y «usaba una imagen que parecía mostrar personas con apellidos árabes publicando emoticones de risa bajo fotos del incendio en Facebook». Poco después, el líder de Vox Santiago Abascal tuiteó su rechazo a los «cientos de musulmanes» usando la misma imagen y enlazándolo a una publicación del teórico de la conspiración de la alt-right estadounidense Paul Watson, quien a su vez identificó al activista francés de extrema derecha Damien Rieu como la fuente. «Los islamitas que quieren destruir Europa y la civilización occidental celebrando el incendio de #NotreDame», escribió Abascal: «Tomemos nota antes de que sea tarde». España en aquellos momentos estaba en plena campaña de las elecciones generales de España de abril de 2019 que iban a suponer la irrupción de Vox en la política nacional.